# 規定度
化学において、規定度（きていど）または規定（計量法上の用語）英: normality） とは、溶液の濃度を表す単位の一つで、溶液 1 L (1 dm3 = 1000 cm3) 当たりの試薬の当量数（グラム当量）を表す。当量濃度（とうりょうのうど、英: equivalent concentration）、規定濃度（きていのうど）とも呼ばれ、容量分析などで用いられる。
溶液の規定{\displaystyle N}は、モル濃度{\displaystyle c_{i}}を等価係数{\displaystyle f_{\mathrm {eq} }}で割ることにより定義される。
{\displaystyle N={\frac {c_{i}}{f_{\mathrm {eq} }}}}
規定は現在ではほぼ使われなくなっており、mol/Lに統一されつつある。1997年10月1日以降は、計量法上の法定計量単位ではなくなっており、取引・証明に用いることは禁止されている。また、工場排水試験方法のJIS規格（JIS K 0102）では1993年の改正で廃止されている。なお、義務教育における学習指導要領でも扱われない。

## 使用法
溶液 1 L 中に溶質1グラム当量を含む場合の濃度は1規定である。あるいは、略号を用いて 1 N と書き表す。俗にnormal をドイツ語読みしてノルマルと呼ぶ場合があるが、n-ヘキサン（ノルマルヘキサン）などと混同するおそれもあることから推奨されない。当量濃度であるから必ずしもモル濃度とは一致しない。
規定は3領域において溶液中の反応種の測定に用いられる。
- 酸塩基化学では、溶液中のプロトン(H+)または水酸化物イオン(OH-)の濃度を表す。ここで、{\displaystyle 1/f_{\mathrm {eq} }}は整数値である。溶解したときの各溶質は、反応性種の一つまたはそれ以上の当量を生成することができる。
- 酸化還元反応では、等価係数は酸化または還元剤が受容または供与することができる電子数を表す。ここで、{\displaystyle 1/f_{\mathrm {eq} }}は分数（非整数）値をとる。
- 沈殿反応では、等価係数は沈殿を生ずるイオンの数を表す。ここで、{\displaystyle 1/f_{\mathrm {eq} }}は整数値である。

容量分析において規定を利用する場合は、試薬調製時に重量から算出した規定度をそのまま利用するのではなく、利用直前に逆滴定等を複数回実施して真の規定度を決定してから利用する必要がある。試薬調製時に決定した規定度と利用直前の真の規定度差異（数値比）はファクターと呼ばれ、容量分析の当量計算に補正値として導入する。また市販の定量分析試薬には規定度と併せてファクターも示されているのが通常である。

## 例
規定度は中和滴定で使うことができる。たとえば硫酸 (H2SO4)は二塩基酸である。したがって、H+ 1 molを生成するのに必要なH2SO4は0.5 molだけでよく、その等価係数は；
{\displaystyle f_{\mathrm {eq} }}(H2SO4) = 0.5
したがって、硫酸濃度がc(H2SO4) = 1 mol/Lのときの規定度は2Nとなる。
リン酸は酸性のプロトンが3つあるため、c(H3PO4) = 1 mol/Lのときの規定度は3Nである。
規定値が分数値となる場合は1/2 [N]とは書かず慣習的に N/2 のように書く。